# Abdul Majid Zabuli
Abdul Majid Zabuli (distrito de Nawa, 14 de agosto de 1896-Nahant, 23 de noviembre de 1998) fue un banquero y político afgano, el fundador del sistema bancario de Afganistán. Fundó la empresa Ashami en 1932, que finalmente se convirtió en el Banco Nacional Afgano (Bank-e-Mili Afghan).

## Biografía

### Educación y primeros años
Zabuli nació en 1896 en la provincia de Ghazni, distrito de Nawa, aldea de Husain Khail. Luego se educó en Tashkent antes de pasar algún tiempo en Berlín. El gobierno de Mohamed Nadir Shah solicitó que Zabuli regresara a Afganistán para ayudar con los asuntos económicos del estado.

### Primeros intentos de establecer un banco nacional
Hasta 1930, el comercio y la banca tanto públicos como privados en Afganistán se producían a través del financiamiento proporcionado por los bazares de dinero. Cuando el comercio se interrumpió debido a una revuelta contra Amanulá Khan , Zabuli sugirió el establecimiento de un banco nacional. Esto había sido sugerido previamente por Amanulla y había sido rechazado por motivos religiosos. Sin embargo, Mohamed Nadir Shah dio permiso a Zabuli para establecer una sociedad anónima en su lugar. Aunque se concedió a la empresa el monopolio de las importaciones de azúcar, petróleo y vehículos de motor, así como de las exportaciones de algodón, karakul y lana, no fue una empresa exitosa.

### Establecimiento del Banco Nacional de Afganistán
En 1931, Abdul Majid Zabuli pudo utilizar el capital de inversión que había acumulado a través del comercio del algodón con Rusia para establecer el primer banco de inversiones de Afganistán.  Aunque era de propiedad privada, el Bank-e-Meli Afghan recibió poder sobre la regulación de la moneda y actuó como una organización gubernamental de facto. Abdul Majid Zabuli fue el principal accionista del banco hasta que fue nacionalizado en 1975 por el presidente afgano Sardar Daud. Hasta que el banco fue nacionalizado en 1975, Zabuli dirigió los asuntos del Banco desde su residencia en Nahant, Massachusetts, EE.UU. y nombró a todos los ejecutivos del banco y las empresas propiedad del banco.

### Carrera política
Zabuli era un partidario del movimiento Weekh Zalmian. Exhortó a la juventud de Afganistán a trabajar por el bien común de su país sin recurrir a injerencias externas, la erradicación del soborno y la opresión, los derechos legales de la mujer y el fomento de la economía nacional.
En 1948, visitó Washington en su papel de ministro de Economía Nacional. Solicitó que Estados Unidos proporcionara armas y ayuda financiera a Afganistán para disipar las preocupaciones en Afganistán sobre posibles agresiones soviéticas tras la retirada británica de la India. Ambas solicitudes fueron denegadas.